# 景成集团
24°01′14″N 97°53′43″E / 24.02042°N 97.89519°E

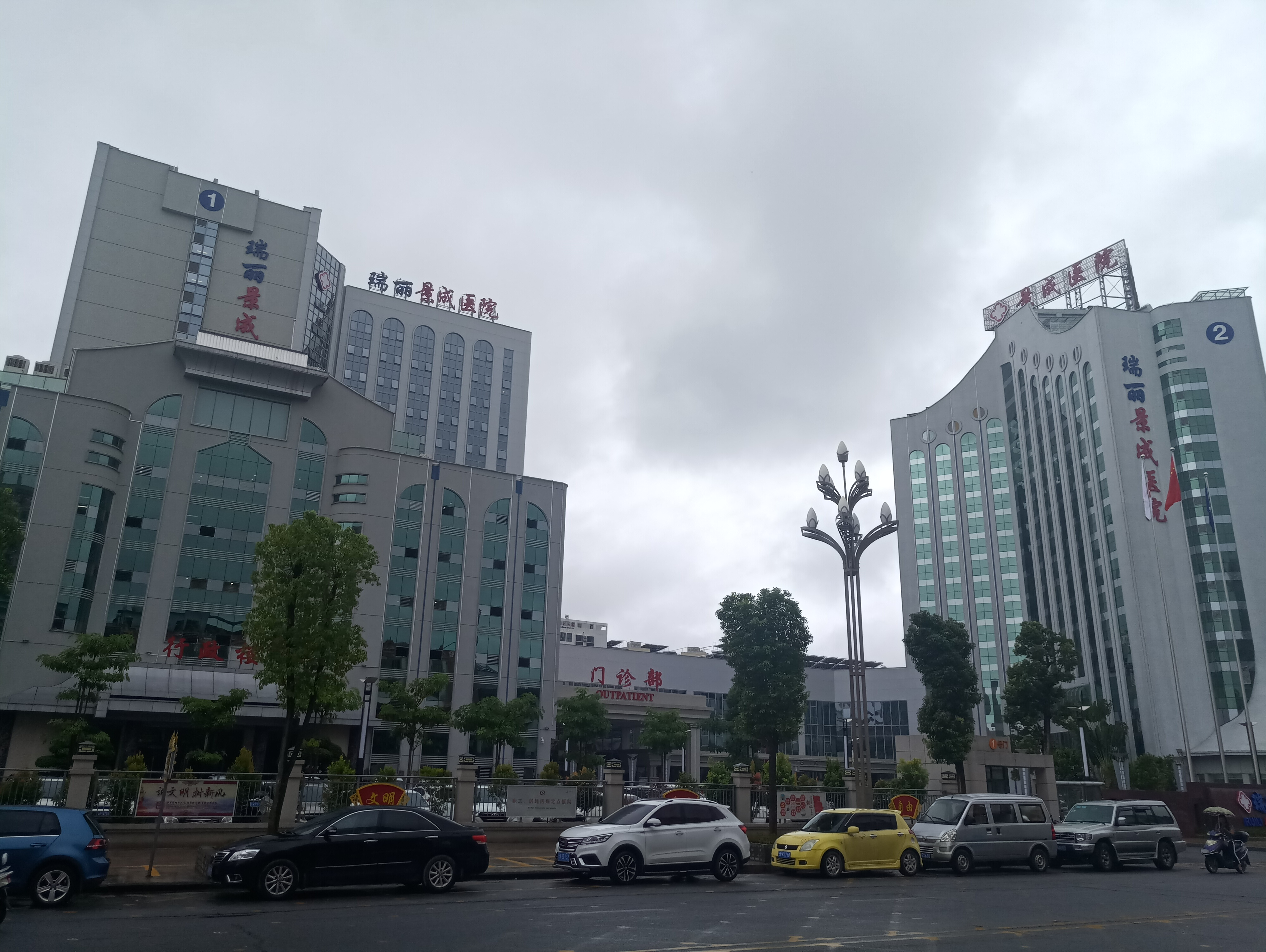
瑞丽景成医院

景成集团全称云南景成集团有限公司，是云南省德宏傣族景颇族自治州的一家民营企业，总部位于瑞丽市。景成集团曾是瑞丽航空、柬埔寨JC国际航空和德宏南亚航空的母公司，产业涉及航空、路桥工程、酒店业、医疗业、旅游开发等领域。因资不抵债于2023年申请破产清算。

## 历史

### 发展
1990年，董勒成在瑞丽开设景成商店开展边境小额贸易，1992年以258万元的注册资金成立景成有限责任公司，同年建成二星级的“景成宾馆”。1995年，景成大酒店破土动工，是为德宏州首家按四星级标准兴建的酒店，曾经是瑞丽市的地标建筑。次年成立瑞丽市景成集团有限公司，有边贸公司、货运车队、景成林场、出租车队、石油公司等下属企业。
2007年4月13日，开工建设五星级酒店景成地海温泉度假中心；2009年以2.616亿元注册资金成立瑞丽市景成路桥建筑工程有限公司。2012年，景成集团向波音、西科斯基、湾流宇航订购3架飞机，始涉及航空业，同年11月8日正式更名云南景成集团有限公司。2013年5月20日，瑞丽航空的筹建获得批复；2014年5月18日，瑞丽航空与德宏南亚航空一道完成首航，同年在柬埔寨商业部注册成立柬埔寨JC国际航空。2016年8月28日，在昆明巫家坝开建景成大厦。2017年3月17日，柬埔寨景成JC国际航空开航运营。
2018年12月，德宏州首家民营三级医院——瑞丽景成医院投入运营。2020年11月，景成集团筹建的柬埔寨瑞丽银行在金边开业。2020年，景成集团实现营业收入36.8036亿元，列云南民营企业第26位。

### 陨落
2019年前后，景成集团开始出现资金难题，公司发展走向下坡路。2019年11月，德宏南亚通航被北京市第一中级人民法院司法拍卖，最终流拍。2020年8月，无锡市交通集团与云南景成集团签署瑞丽航空股权转让框架协议。2021年1月15日，瑞丽航空完成工商变更登记，无锡市交通集团以57%的持股比例成为瑞丽航空新控股股东，景成集团控股比例下降至13%，剩余30%股权由景成集团总裁、瑞丽航空董事长董勒成个人持有。2022年10月28日，因长期烂尾，昆明市官渡区人民政府将巫家坝景成大厦地块认定为闲置土地，其后昆明住建局和规划局表示将无偿收回地块。2023年2月，柬埔寨JC航空在申请破产后暂停了所有航班并停止运营。2023年5月，董勒成的苏南瑞丽航空股份被法院拍卖，由苏南瑞丽航空的控股股东江苏无锡国鹏航空投资中心竞得，董勒成完全退出，景成集团仍持有9.64%的股份。
2023年11月22日，因负债73.2亿，景成集团以资不抵债为由，向瑞丽市人民法院申请破产清算。